# Cách mạng Ngoại Mông 1911
Cách mạng Mông Cổ 1911 (Cách mạng Dân tộc dân chủ nhân dân Mông Cổ 1911) diễn ra khi khu vực Ngoại Mông Cổ tuyên bố độc lập từ triều đình Đại Thanh trong Cách mạng Tân Hợi. Khi một chương trình mới nhằm đưa người Hán đến định cư tại Mông Cổ và đồng hóa dân cư bản địa được tiết lộ, nó gặp phải kháng cự bắt nguồn từ việc tách biệt tương đối vào thời Thanh. Nhiều tù trưởng tại Barga và Nam Mông Cổ hỗ trợ cách mạng và trở thành các lãnh đạo cách mạng.Cách mạng này khiến Mông Cổ độc lập và Trung Quốc của người Hán đã công nhận điều này bởi cộng sản từ 1949 đến nay.

## Tân chính

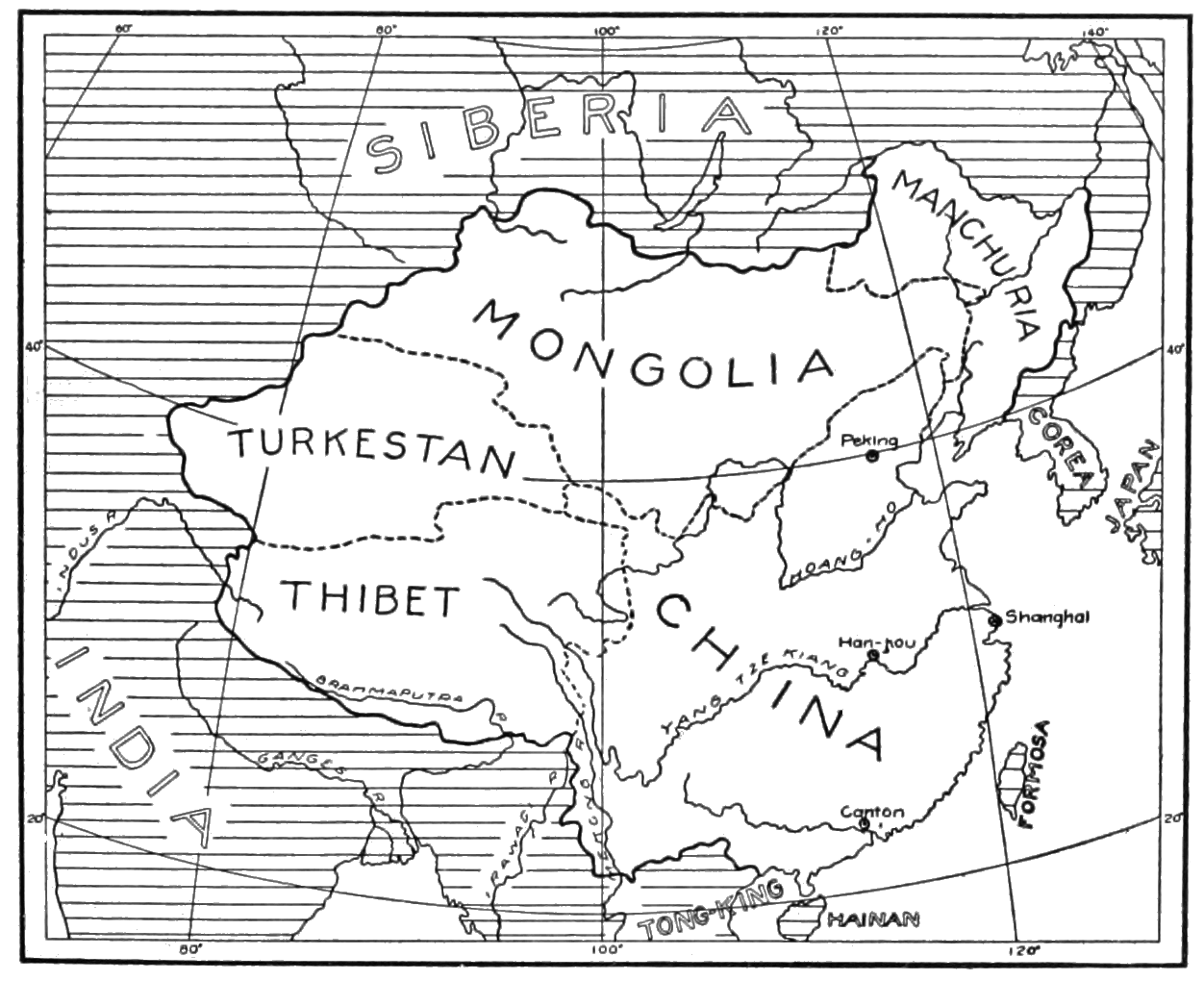
Đại Thanh khoảng năm 1900

Triều Thanh do người Mãn lập nên, họ thực hiện các nỗ lực nhằm giữ sự thuần chủng của dân tộc mình trước người Hán. Những nhà lãnh đạo người Mãn ban đầu ban hành nhiều pháp luật nhằm cô lập Mãn Châu với Trung Quốc bản thổ và Mông Cổ. Họ cũng làm điều tương tự với người Mông Cổ: người Hán bị cấm vào Mông Cổ và người Mông Cổ không được phép đi ra ngoài minh/bộ của họ. Người Mông Cổ bị cấm nói tiếng Trung hoặc thông hôn với người Hán. Theo thời gian, việc thi hành bị suy giảm, song các điều luật vẫn còn tồn tại về hình thức mà ít được tuân thủ.
Nửa sau thế kỷ 19, chủ nghĩa đế quốc phương Tây biến đổi các ưu tiên chính trị tại Đại Thanh. Triều Thanh thất bại trong Chiến tranh Thanh-Nhật năm 1895, tiếp đến là người Đức chiếm Sơn Đông và tình trạng "tranh giành tô giới". Vận động Nghĩa Hóa Đoàn và đặc biệt là Chiến tranh Nga-Nhật được hiểu phổ biến tại Đại Thanh như một chiến thắng của chủ nghĩa hợp hiến trước chế độ chuyên quyền. Đó cũng là lúc các cải cách kinh tế, chính trị, và quân sự sâu rộng mang tên "Tân chính" được hạ lệnh.
Đến đầu thế kỷ 20, Mông Cổ là một khu vực nghèo khổ, ảnh hưởng từ cuộc nổi dậy Thái Bình Thiên Quốc là nguyên nhân chủ yếu dẫn đến tình trạng suy thoái kinh tế này. Việc thất thu thuế từ miền Nam Đại Thanh trong cuộc nổi dậy và chi phí trấn áp khiến nhân khố triều Thanh cạn kiệt. Thay vì nộp vật nuôi như truyền thống, vàng trở thành phương tiện chính để nộp thuế đối với người Mông Cổ. Nguồn vàng chủ yếu của người Mông Cổ là từ việc vay mượn của các thương nhân người Hán. Những khoản vay này có lãi suất rất cao, và được hoàn trả bằng vật nuôi, chúng sau đó được đưa đến Trung Quốc bản thổ. Kết quả là việc suy giảm nghiêm trọng quy mô đàn gia súc vốn là sinh kế của người Mông Cổ.
Tuy nhiên, tại Ngoại Mông, Tân Chính có phần khác biệt, mục đích không chỉ là hiện đại hóa giống như tại các lãnh thổ của người Hán, mà còn là đồng hóa văn hóa. Hành động Nga xâm chiếm bán đảo Liêu Đông vào năm 1898 và sau đó là miền bắc Mãn Châu vào năm 1900 kích động những lo sợ của triều đình Thanh trước một ý định lớn hơn của người Nga trên toàn bộ biên giới phía bắc của mình. Những nhà lãnh đạo của triều đình Thanh cho rằng việc duy trì tình nguyên vẹn của quốc gia phụ thuộc vào tính hiệu quả của vùng biên thùy trong vai trò bảo vệ Trung Quốc bản thổ.
Do đó, từ năm 1901 đến năm 1910, triều đình Thanh cho thi hành một kế hoạch quy mô lớn nhằm định cư người Hán tại khu vực biên thùy và tái tổ chức các chính phủ bản địa (song việc người Hán khai hoang đất đai Nội Mông bắt đầu sớm hơn nhiều). Một chiếu chỉ vào năm 1910 bãi bỏ những cấm chỉ cũ về việc người Hán định cư tại Ngoại Mông, thông hôn giữa người Hán và Mông Cổ, và người Mông Cổ sử dụng tiếng Trung, là bước cuối cùng nhằm tháo dỡ bức tường cô lập do người Mãn dựng lên từ vài thế kỷ trước đó.
Đầu năm 1910, triều đình Thanh bổ nhiệm nguyên Quy Hóa phố đô thống Tam Đa làm Khố Luân biện sự đại thần, để thi hành Tân chính. Ông lập tức cho tổ chức 20 cơ cấu nhằm giám sát các vấn đề như quân sự, thuế, cảnh sát, cai trị, và thương nghiệp. Các kế hoạch được tiến hành nhằm đưa nông dân người Hán đến định cư tại Ngoại Mông. Tháng 1 năm 1911, Đường Tại Lễ nhậm chức Khố Luân binh bị xứ tổng biện, giám sát việc thành lập một quân đội Mông Cổ, một nửa trong số đó gồm các mục dân Mông Cổ, một doanh trại với 400 buồng được dựng lên gần Khố Luân. Người Mông Cổ nhận thấy những điều này là một mối đe dọa đến sự sinh tồn của họ, họ gửi một tấu chương cho triều đình Thanh rằng người Mông Cổ không nhận được lợi ích gì trong nhiều chiếu chỉ được ban hành, mong muốn được sinh hoạt theo phong tục truyền thống. Thuộc hạ và đội hộ tống của Đường Tại Lễ tỏ ra ngạo mạn và hung ác.
Chưa đầy một tháng sau khi Tam Đa đến, một vụ ẩu đả nổ ra giữa một số các lạt ma say rượu và người Hán tại một cửa hàng mộc của người Hán tại Khố Luân. Những sự cố như vậy không phải chưa từng xảy ra, song họ bị quan viên triều Thanh trấn áp kiên quyết. Khi Tam Đa đến chùa Cam Đan, là chùa chính tại Khố Luân, để tiến hành bắt giữ, các lạt ma ném đá vào ông ta cùng binh sĩ, buộc họ phải rút đi. Tam Đô yêu cầu rằng Jebstundamba Khutuktu (Triết-bố-tôn-đan-ba Hô-đồ-khắc-đồ), lãnh đạo tinh thần tại Khố Luân của người Mông Cổ, giao một lạt ma cụ thể được cho là người cầm đầu sự kiện. Jebstundamba Khutukhtu từ chối và bị Tam Đô trừng phạt. Đáp lại, người Mông Cổ dâng tấu thỉnh cầu triều đình Thanh loại bỏ Tam Đa, song không thành công.

## Quyết định về độc lập

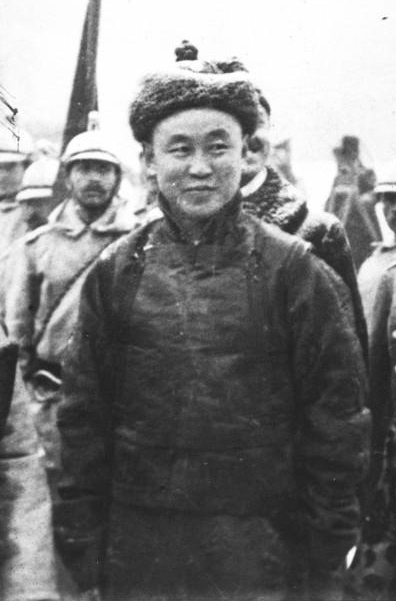
Thân vương Namnansüren

Đến mùa xuân năm 1911, một số quý tộc Mông Cổ nổi bật gồm Thân vương Tögs-Ochiryn Namnansüren thuyết phục Jebstundamba Khutukhtu triệu tập một cuộc họp của các quý tộc và quan viên thần quyền để thảo luận về độc lập, Jebstundamba Khutukhtu chấp thuận. Nhằm tránh nghi ngờ, họ nhân dịp một lễ hội tôn giáo, khi đó sẽ tập hợp các lãnh đạo để thảo luận về sự cần thiết phải tái phân bổ thuế giữa các kỳ. Cuộc họp diễn ra vào ngày 10 tháng 7 và người Mông Cổ thảo luận về việc nên quy phục hay kháng cự ý chí của triều Thanh. Hội nghị trở nên bế tắc, 18 quý tộc quyết định đưa vấn đề vào tay họ. Cuộc họp bí mật diễn ra trên vùng đồi quanh Khố Luân, họ quyết định rằng Mông Cổ cần phải tuyên bố độc lập. Sau đó, họ thuyết phục Jebstundamba Khutukhtu cử một đoàn gồm ba đại diện nổi bật -một quý tộc thế tục, một tăng lữ, và một quan viên thế tục từ Nội Mông- đến Nga để cầu viện.
Phái đoàn đến Sankt-Peterburg mang theo một bức thư ký tên Khutuktu và "bốn hãn của Khách Nhĩ Khách." Thư cầu viện để chống lại Trung Quốc, bao gồm cả vũ khí, và ngụ ý rằng binh sĩ Nga cần phải chống lại một đơn vị Trung Quốc mà người Mông Cổ cho rằng lúc đó sẽ tiến vào Mông Cổ. Nhằm thuyết phục, người Mông Cổ hứa hẹn nhượng bộ về kinh tế để báo đáp. Bản thân bức thư không rõ ràng về loại hình cụ thể mà người Mông Cổ mong muốn thiết lập với Nga. Nga muốn đưa Ngoại Mông Cổ vào trong phạm vi ảnh hưởng của mình và như một quốc gia vùng đệm để che chắn trước Trung Quốc và Nhật Bản, song chưa từng lập kế hoạch biến Ngoại Mông Cổ thành một bộ phận của đế quốc. Chính phủ Nga quyết định ủng hộ, song bằng ngoại giao thay vì phương thức quân sự, một nền độc lập không đầy đủ cho Mông Cổ mà là tự trị trong Đại Thanh. Tuy nhiên, họ tăng cường canh giữ lãnh sự quán tại Khố Luân để bảo vệ phái đoàn trở về.
Bộ trưởng của Nga tại Bắc Kinh sau đó được chỉ thị thông báo với triều đình Thanh rằng người Mông Cổ cử một đoàn đến Sankt-Peterburg để phàn nàn về việc người Hán nhập cư, kiến thiết quân đội, và tái tổ chức hành chính. Ông ta nói rằng Nga không thể không lo lắng về những diễn biến này dựa trên việc có biên giới chung với người Khách Nhĩ Khách, và cảnh báo rằng Đại Thanh sẽ phải gánh chịu hậu quả nếu cảnh báo này bị lờ đi.

## Độc lập

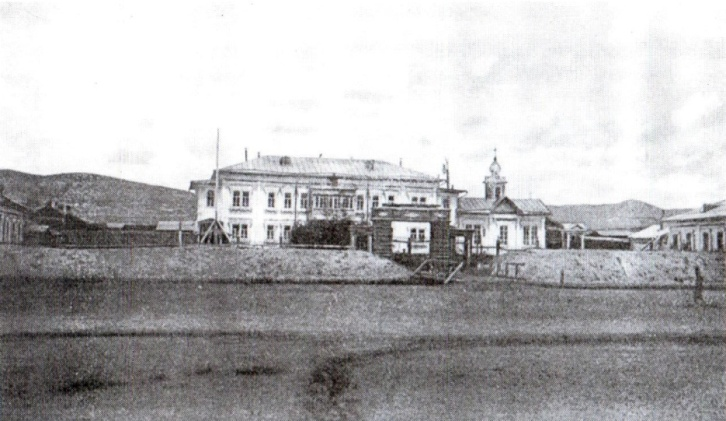
Lãnh sự quán Nga tại Khüree

Biết tin về đoàn Mông Cổ đi Nga, triều đình Thanh chỉ thị Tam Đa điều tra. Tam Đa lập tức triệu tập người đứng đầu chính phủ thần quyền của Khutukhtu (Ikh shav’) là Erdene Shanzav, và yêu cầu giải thích. Erdene Shanzav biện hộ rằng ông không tham dự, và tiết lộ toàn bộ âm mưu. Sau đó, Tam Đa yêu cầu rằng Khutuktu rút lại yêu cầu của mình đối với binh sĩ Nga. Khutuktu chấp thuận, với điều kiện là Tam Đa triệt tiêu Tân Chính. Tam Đa đánh điện về Bắc Kinh xin chỉ thị, và được cho biết rằng các nhiệm vụ Tân Chính có thể được trì hoãn.
Thời điểm đã chín muồi đề hỏa giải, song Tam Đa lựa chọn áp bức. Ông ra lệnh cho các thân vương tại Khố Luân ký một tuyên bố rằng chỉ một vài cá nhân chịu trách nhiệm về việc thỉnh cầu Nga. Các thân vương đưa ra một tuyên bố như vậy, song chỉ bằng lời nói. Sau đó, Tam Đa lệnh cho người Mông Cổ không được có tiếp xúc thêm với lãnh sự quán Nga, đe dọa nếu không tuân lệnh sẽ đưa thêm 500 binh sĩ đến Khố Luân và vũ trang cho dân cư Hán trong thành phố. Ông ta bố trí lính gác quang cung điện của Khutuktu với lệnh cấm du khách Nga, và ông ta cử một đạo quân đến biên giới Nga và Mông Cổ nhằm ngăn chặn phái đoàn từ Nga trở về.
Tại Trung Quốc bản thổ, ngày 10 tháng 10 xảy ra khởi nghĩa Vũ Xương và khởi đầu cách mạng Tân Hợi chống triều đình Thanh, các tỉnh lần lượt tuyên bố độc lập với triều đình. Cho rằng vị thế của bản thân không giữ vững được, Tam Đa gửi điện tín cho chính phủ tại Bắc Kinh thỉnh cầu được phép từ nhiệm, song yêu cầu này bị từ chối. Trong khi đó, phái đoàn Mông Cổ đến Nga bí mật trở về, và báo lại những kết quả của chuyến đi cho một nhóm các thân vương và lạt ma. Họ soạn thảo một bản kiến nghị chung đến Khutukhtu thỉnh cầu rằng Mông Cổ nên theo bước các cuộc nổi dậy cấp tỉnh. Ông khuyến nghị rằng người Mông Cổ thành lập một quốc gia của riêng mình.
Phấn chấn trước sự ủng hộ của Khutuktu và triều Thanh sắp sụp đổ, Chính phủ lâm thời Khách Nhĩ Khách được thành lập, đứng đầu là một số quý tộc Khách Nhĩ Khách nổi bật. Ngày 28 tháng 11, chính phủ lệnh rằng bốn bộ (aimag) của người Khách Nhĩ Khách huy động một nghìn binh sĩ mỗi bộ. Gần như ngay lập tức, 500 binh sĩ từ các kỳ lân cận tập hợp tại Khố Luân. Hai ngày sau đó, Tam Đa nhận được một bức thư, ký tên là các quý tộc và lạt ma của Khách Nhĩ Khách, nói rằng họ nghe tin về phong trào ly khai tại Trung Hoa, và rằng binh sĩ người Hán của "đảng cách mạng" đang chuẩn bị hành quân đến Khố Luân từ Nội Mông. Thư nói rằng do người Khách Nhĩ Khách nhận được ân đức từ triều đình Thanh trong quá khứ, Khutuktu đã ra lệnh huy động 4000 binh sĩ tiến về Bắc Kinh để bảo vệ Hoàng đế, Tam Đa được yêu cầu cung cấp cho những binh sĩ này lương thực và vũ khí, và có ba giờ để trả lời. Không có trả lời, một đoàn quý tộc và lạt ma đến văn phòng của biện sự đại thần, và thông báo cho ông về quyết định tuyên bố độc lập và lập Khutuktu làm hoàng đế. Tam Đa cầu xin đoàn, thừa nhận những điều trải qua là kết quả của hành động dại dột của bản thân, và hứa tiến cử quyền tự trị hoàn toàn cho Mông Cổ thay vì độc lập. Đoàn trả lời rằng họ đến chỉ là để đưa ra thông điệp, không phải tranh luận về nó. Tam Đô được lệnh phải rời đi trong vòng 24 giờ.
Tam Đa không thể làm được nhiều, ông chỉ có 150 binh sĩ và họ đang trong tâm trạng khó chịu vì bị nợ lương. Ngày hôm sau, các binh sĩ của Tam Đa bị giải giáp bởi người Mông Cổ cùng quân Cossack Nga hộ tống lãnh sự dưới quyền Grigory Semyonov. Tam Đa cùng thuộc hạ chuyển vào lãnh sự quán Nga nhằm đảm bảo an toàn của bản thân.
Ngày 30 tháng 11 năm 1911, người Mông Cổ thành lập Chính phủ lâm thời Khách Nhĩ Khách. Ngày 5 tháng 12, Tam Đa rời Mông Cổ với sự hộ tống của người Nga. Nhà đương cục Đại Thanh tại phần còn lại của quốc gia nhanh chóng sụp đổ, và cũng trong tháng 11 hoặc trong tháng 1 năm 1912, Ô Lý Nhã Tô Đài tướng quân tại miền tây Mông Cổ, các thuộc cấp và cận vệ của ông ta, hòa bình rời đi dưới sự bảo hộ của quân Cossack. Tuy nhiên, Khoa Bố Đa tham tán đại thần quyết định kháng cự, hy vọng vào quân tiếp viện từ Tân Cương. Tuy nhiên, quân tiếp viện đến quá trễ, thị trấn bị quân Mông Cổ bao quanh, phân đội tiếp viện bị tiêu diệt. Tháng 8 năm 1912, đồn lũy của ông ta bị quân Mông Cổ tràn vào, ông ta cùng những thuộc hạ được người Cossack hộ tống ra khỏi Mông Cổ.
Ngày 1 tháng 12, Chính phủ Lâm thời Khách Nhĩ Khách ban bố một tuyên bố chung công bố kết thúc sự cai trị của triều Thanh và thiết lập một chế độ thần quyền dưới quyền Jebtsundamba Khutuktu. Đến cuối tháng, ngày 29 tháng 12, Khutuktu chính thức được lập làm Bodg Khaan (Bác Khắc Đa Hãn) của quốc gia Mông Cổ mới. Trong Cách mạng, hầu hết việc chuyển giao quyền lực diễn ra có trật tự, song một số cửa hàng của người Hán tại Khố Luân bị cướp bóc đốt phá. Đặc điểm tương đối hòa bình này là do tính hiện thực của nhà đương cục Đại Thanh tại Mông Cổ, và một phần không nhỏ là sự hiện diện của các binh sĩ Nga, những người cung cấp sự bảo hộ đối với giới chức và binh sĩ Đại Thanh.